# James Irvine (Designer)

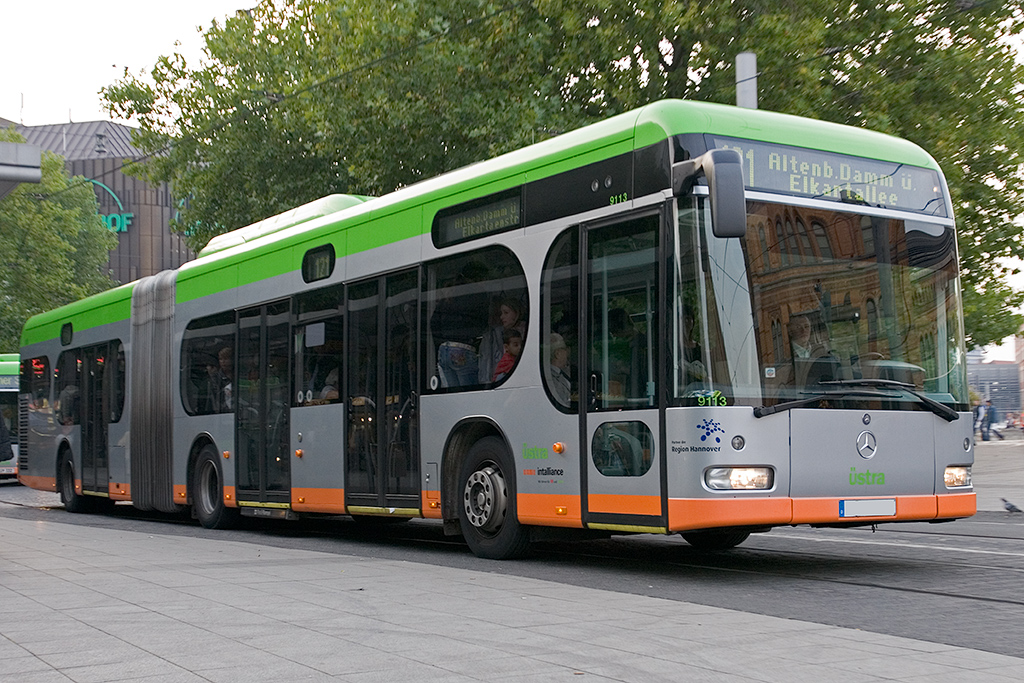
Mercedes-Benz Citaro im Irvine-Design der üstra Hannoversche Verkehrsbetriebe (1999)

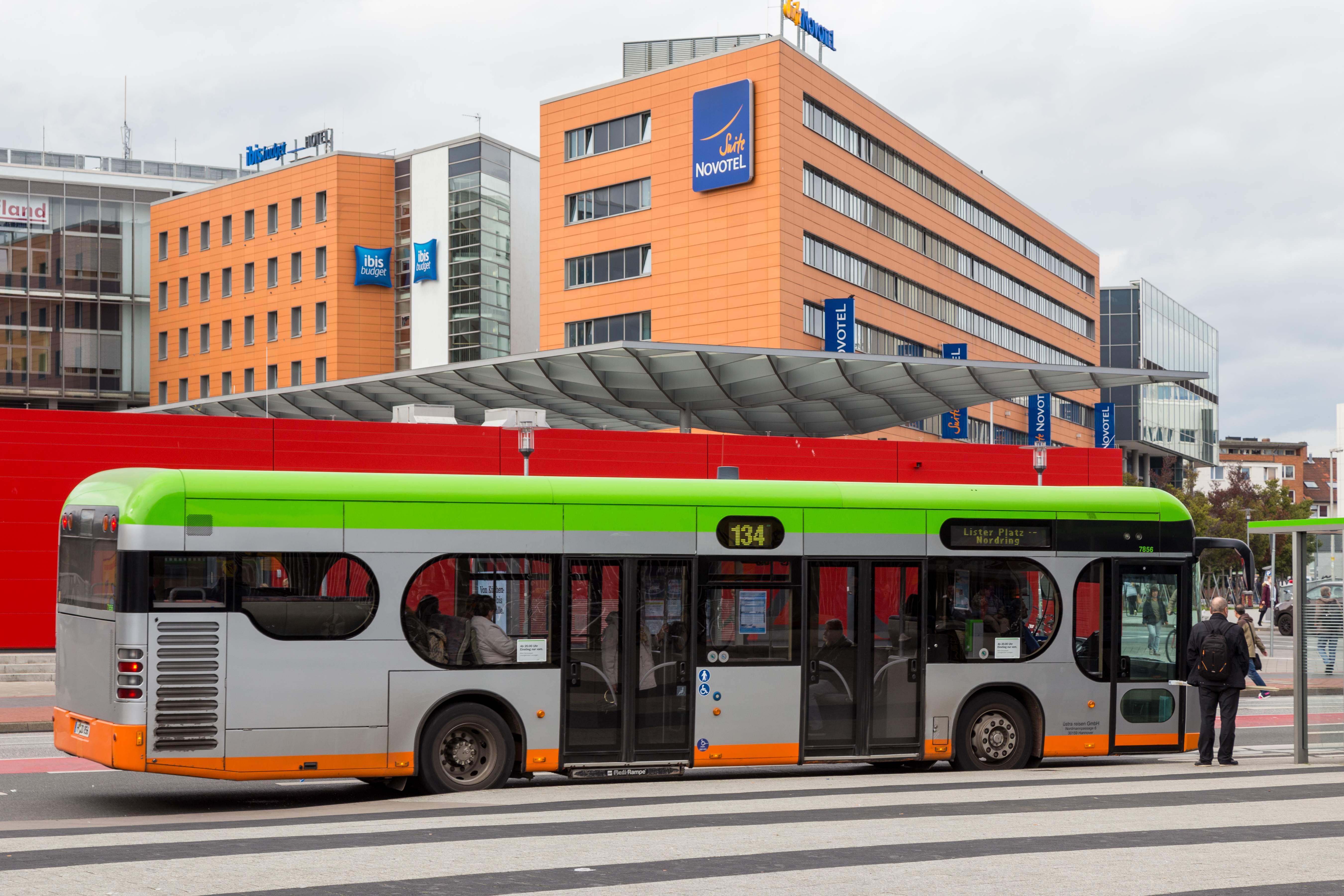
"Irvine-Citaro" in 2015

James Irvine (* Dezember 1958 in London; † 18. Februar 2013 in Mailand) war ein britischer Designer.
Nach der Schule besuchte Irvine zunächst bis 1981 die Kingston Polytechnic Design School und danach das Royal College of Art. Nach Abschluss seines Studiums im Jahr 1984 ging er nach Mailand, um unter Ettore Sottsass in der Entwurfsabteilung von Olivetti zu arbeiten. 1987 folgte ein einjähriger Arbeitsaufenthalt in Japan bei Toshiba.
Nach seiner Rückkehr gründete Irvine sein eigenes Designstudio in Mailand und war gleichzeitig von 1993 bis 1997 Partner bei Sottsass Associati. Neben seiner eigenen Entwurfsarbeit unterrichtete Irvine auch in Karlsruhe, London und Mailand.
Irvine entwarf unterschiedlichste Dinge vom Sofa über Leuchten bis zu Knoblauchpressen oder Buswartehäuschen. Mit dem Entwurf eines Mercedes-Benz-Citaro-Stadtbusses für das hannoversche Nahverkehrsunternehmen üstra zur Expo 2000 wurde er im Jahr 1999 in Deutschland bekannt. Zu seinen Kunden gehörten Unternehmen wie Thonet, B&B Italia, Zumtobel, WMF, Ikea und Muji.